# San Pedro Nopala
San Pedro Nopala è un comune del Messico, situato nello stato di Oaxaca.